# Geass
Il Geass (ギアス?, Giasu), nome attribuito da Lelouch al Potere dei Re (王の力?, Ō no chikara), è un'abilità soprannaturale presente nell'anime Code Geass: Lelouch of the Rebellion, nonché nell'omonimo manga e in altre opere derivate.
C.C. e V.V., possessori del Code, lo conferiscono individualmente ad una persona che, in cambio, si impegna mediante un patto ad esaudire il loro desiderio. Essi non sono capaci di usare il Potere dei Re, ma ne sono anche immuni, mentre chi ne è dotato subisce l'influenza del Geass altrui. Ogni persona che riceve il Geass sviluppa una diversa abilità, a seconda della propria indole e delle proprie inclinazioni.
Il Geass diventa più forte ogni volta che viene usato, e chi non riesce a controllarlo ne viene sopraffatto (come nel caso di Mao, ammattito a causa del suo potere).
Il Geass infonde una profonda solitudine nel cuore di chi lo possiede, e spinge l'uomo nel baratro esistente tra il bene e il male. Colui che saprà risollevarsi da tale abisso possederà la statura per diventare re.

Il Geass di Lelouch

Sigillo del Geass

Con il potere del Code (コード?, Kōdo), un individuo si avvale dell'immortalità e dell'immunità a qualunque tipo di Geass, ed è capace di donare ad altri il Potere dei Re. Il sigillo del Code è identico a quello del Geass, ma, diversamente, non compare negli occhi, bensì è visibile su una parte del corpo. Un utilizzatore di Geass può appropriarsi del Code, rinunciando tuttavia al suo precedente potere.

## Tipologie di Geass
I Geass possono essere distinti in due categorie: quelli che necessitano di un diretto contatto visivo e quelli che agiscono ad area.
Nel primo caso, il possessore del Geass e l'individuo che ne dovrà subire gli effetti dovranno trovarsi faccia a faccia, affinché il Potere dei Re possa funzionare, mentre nel secondo caso è sufficiente che la persona da influenzare si trovi all'interno di un certo raggio d'azione.
I Geass di Lelouch, dell'Imperatore di Britannia, quello del bambino del Culto, di Marianne, di Lord Bismark, e quello (ormai scomparso) di C.C. appartengono alla prima tipologia, mentre gli altri sono del secondo tipo.

## Geass dei personaggi

### Geass di Lelouch
Lelouch riceve il Geass, così il ragazzo stesso ha denominato il Potere dei Re, da C.C., che in cambio, secondo il patto stretto nel momento del dono, gli chiede di esaudire il suo unico desiderio; questo rimane sconosciuto al giovane fino alla metà della seconda serie. Il Geass di Lelouch gli permette di controllare momentaneamente la mente di chi gli sta davanti, che perde la propria volontà, subendo un effetto simile a quello dell'ipnosi. Quando si attiva, nell'occhio sinistro di Lelouch compare un sigillo rosso a forma di uccello con ali spiegate, simile al marchio che C.C. ha sulla fronte; grazie al proprio occhio, Lelouch colpisce il suo obiettivo (anche più persone contemporaneamente). Con il tempo, Lelouch perde il controllo del Geass, il cui sigillo è ora permanentemente visibile nel suo occhio sinistro, e ciò comporta il rischio che il giovane possa impartire involontariamente un ordine ad una persona. Nella seconda serie, il ragazzo utilizza una speciale lente a contatto per ovviare al problema; la toglie solo per usufruire del suo potere. Verso la fine, il Geass di Lelouch diventa più potente, ed il sigillo compare in entrambi gli occhi. Così, le lenti usate diventano due.
Lelouch ha svolto alcuni esperimenti per valutare le caratteristiche del suo potere.
- Esso funziona solo una volta su ogni soggetto, i tentativi successivi falliscono.
- La vittima del Geass è limitata dalle proprie capacità fisiche e intellettive, non si può ottenere da essa nulla chiedendole cose che non conosce o di cui non è capace.
- Per far funzionare il Geass si deve avere un diretto contatto visivo con la vittima. Il potere non funziona tramite sistemi di comunicazione come tv o monitor, ma riesce attraverso il vetro (ad esempio, occhiali da vista).
- Il Geass ha le stesse proprietà della luce, perciò un contatto indiretto, come per esempio un riflesso su uno specchio, può farlo funzionare.
- Il potere funziona entro il raggio di 270 metri.
- Si può ottenere o comandare qualsiasi cosa mentre il contatto visivo è mantenuto.
- Chi usa il Geass può dare dei comandi verbali. L'effetto di tale potere durerà per tutto il tempo che è stato indicato nel comando, anche quando il contatto visivo verrà interrotto (Lelouch può chiedere alla sua vittima di eseguire una certa azione dopo un dato periodo di tempo, e ciò avverrà puntualmente).
- Si può usare il Geass anche su sé stessi, con le stesse condizioni e limitazioni citate.
- La vittima non conserva memoria del tempo nel quale è stato sotto effetto diretto del Geass.

### Geass di C.C.
C.C. ottenne il Potere dei Re in un passato molto remoto (Medioevo probabilmente), quando era ancora una bambina; fu una suora a donarglielo, e grazie ad esso la piccola, sola e sperduta, poteva esaudire il suo desiderio, facendosi amare da chiunque la guardasse negli occhi. Nel tempo, la ragazza perse il controllo del Geass, il cui sigillo ormai appariva permanentemente nei suoi occhi, per cui era amata incondizionatamente da tutti coloro che la circondavano. In seguito C.C. perse tale potere, in quanto la suora, desiderosa di terminare la sua vita, le cedette il Code, liberandosi dalla sua eterna non vita.

### Geass di Mao
Il potere di Mao differisce da quello di Lelouch. Ricevuto in passato da C.C., esso permette al suo possessore di ascoltare tutto quello che le persone pensano nel proprio conscio, ma queste devono trovarsi entro un raggio di 500 metri. Non necessita di un contatto visivo e non ha nessun limite di uso sulle varie persone. Avendone Mao perso il controllo, il sigillo del Geass è visibile permanentemente in entrambi i suoi occhi; il ragazzo è impazzito a causa dei pensieri che sente continuamente, e trova sollievo solo ascoltando con delle cuffie la voce registrata di C.C. Mao può concentrarsi su poche persone per volta; questo diminuisce il raggio di azione del suo potere, ma gli permette di leggere in profondità nella mente della vittima prescelta e di esplorarne i ricordi. Egli non può leggere qualcosa che la vittima non conosce o che ha completamente dimenticato. C.C. donò il potere del Geass a Mao quando questi aveva solo sei anni.

### Geass di Charles Zi Britannia
Donato dal fratello maggiore V.V., il Geass dell'Imperatore Charles Zi Britannia conferisce al possessore il potere di riscrivere i ricordi di qualsiasi persona che entri nel suo raggio visivo. Charles lo usa per far dimenticare a Lelouch tutto ciò che riguarda sua madre, sua sorella Nunnally e di essere Zero.
In seguito egli rinuncia a questo potere per prendere il Code di V.V., ottenendo l'immortalità.

### Geass di Rolo
Il Geass di Rolo, "il sigillo della sospensione assoluta", permette al suo possessore di bloccare la percezione temporale delle persone che entrano nel suo campo d'azione. Il Geass può essere utilizzato anche dall'interno di un knightmare frame (che ergo sembra agli avversari scomparire e riapparire all'improvviso per portare a segno attacchi fulminei). Le uniche limitazioni sono spaziali (la percezione viene bloccata nei soggetti tutt'intorno in un raggio di azione variabile da un paio di metri a svariate decine, in base a quanto Rolo si voglia sforzare) e temporali (non più di 5 secondi). Inoltre, fermando solo la sua percezione e non il tempo stesso, Rolo non è in grado di fermare fenomeni fisici (per esempio, gli oggetti in movimento non si bloccano a mezz'aria).
A quanto pare però questo potere è estremamente rischioso per Rolo, in quanto ogni volta che il giovane lo utilizza il suo cuore cessa di battere. In pratica, Rolo rischia di morire ogni volta che attiva il Geass.

### Geass di Jeremiah
Jeremiah Gottwald viene sottoposto da una squadra di scienziati, commissionati dal generale Patre Bartley, ad esperimenti per creare un essere con poteri simili a quelli di C.C. (la capacità di poter donare il Geass); così ottiene il Geass Canceller, un Geass artificiale (il suo occhio sinistro diventa azzurro invece che rosso, e il simbolo dell'uccello nella pupilla è rovesciato) che annulla tutti gli effetti dei Geass intorno a Jeremiah. Il raggio d'azione viene stabilito da Jeremiah stesso, che può andare da distanze di pochi metri a quelle di oltre 100. Il soggetto colpito vedrà azzerarsi qualsiasi effetto procurato da tutti i Geass posti su di lui. L'individuo liberato dal Geass potrà esserne comunque di nuovo sottoposto, anche a quello di Lelouch (che può usarlo una sola volta su una stessa persona).

### Geass del bambino del Culto
Questo potere si può vedere solo una volta, prima che il possessore venga ucciso durante l'attacco alla base segreta del Culto. Uno dei bambini facenti parte dell'organizzazione mostra il sigillo nell'occhio destro, e con un diretto contatto visivo riesce a manovrare, secondo la sua volontà, il corpo dell'individuo colpito, senza che quest'ultimo perda la coscienza. 

### Geass di Marianne Vi Britannia
Si viene a conoscenza dell'esistenza di questo Geass durante un flashback riguardante l'attentato in cui la donna morì corporalmente; in realtà, Marianne riuscì a sopravvivere, dato che il suo Geass le permetteva di trasferire la sua coscienza nel cuore di altre persone, in questo caso in quello di Anya, che all'epoca era una semplice ragazzina di corte. Marianne ha così continuato a vivere all'insaputa anche della stessa Anya, la quale perse la memoria dell'infanzia e non rammenta le volte in cui Marianne decide di assumere il controllo del suo corpo.

### Geass del Knight of One, Lord Waldstein Bismark
Il Geass, il cui sigillo è attivo nell'occhio sinistro di Bismark, permette al suo proprietario di riuscire a guardare per qualche istante nel futuro, assicurandogli così un enorme vantaggio in battaglia, in cui le mosse nemiche vengono viste in anticipo. Nonostante ciò, Lord Bismark viene sconfitto da Suzaku, che per batterlo sfrutta la potenza del Lancelot Albion e il Geass impostogli da Lelouch, quello di sopravvivere a qualsiasi costo.

### Geass di Leila Malcal
In Code Geass: Akito the Exiled, Leila Malcal ricevette il Geass da C.C. quando era una bambina; tuttavia, secondo il patto stretto con la donatrice, Leila avrebbe potuto scegliere se usarlo o meno, e sarebbe scomparso se non utilizzato prima dell'età adulta. Secondo il Supervisore Dimensionale, il potere di Leila è un "frammento di Geass", e, poiché è rimasto inattivo per lungo tempo, il sigillo che compare nell'occhio di Leila ha un colore blu unico. Il suo potere è quello di connettere le menti, nato dal suo desiderio che sia amici che nemici potessero capirsi a vicenda.

### Geass di Shin Hyūga Shaing
In Code Geass: Akito the Exiled, il Geass di Shin permette al possessore di far sì che coloro su cui viene imposto uccidano se stessi o gli altri, potere derivante dalla convinzione di Shin che la vita non sia nient'altro che una dolorosa "maledizione". L'unica persona ad essere sopravvissuta a tale comando è suo fratello, Akito, poiché all'epoca era troppo giovane per comprendere il concetto di morte; invece di morire, l'effetto del Geass di Shin si è impresso nel suo subconscio, trasformandolo in un berserker omicida.
Il Geass di Shin è unico, in quanto ottenuto tramite una visione dopo l'uccisione di suo padre, anziché tramite un contratto con un portatore del Code come C.C.

### Geass di Swaile Qujappat
In Code Geass: Lelouch of the Re;surrection, il Geass di Swaile Qujappat è la capacità di invertire la percezione di una persona di chi sono i suoi nemici e alleati. Ciò fa sì che una persona veda i suoi alleati come nemici, come ad esempio nel caso di Kallen che vede i suoi amici come più Qujappat, e viceversa. Sebbene l'effetto possa essere problematico, se il bersaglio ha una conoscenza pregressa dell'effetto, può agire di conseguenza, come con Sayoko.  L'effetto sembra richiedere una concentrazione costante da parte dell'utilizzatore del Geass, poiché è svanito quando è stato messo svenuto.

### Geass di Shamna
In Code Geass: Lelouch of the Re;surrection, il Geass di Shamna le consente di inviare la sua coscienza indietro nel tempo di sei ore ogni volta che muore. Ciò consente al suo sé passato di avere "visioni" di eventi futuri, consentendole di pianificare intorno a essi. Quando attiva il suo Geass, il simbolo del geass diventa di un colore oro/giallo. Non si sa nemmeno se ci siano ripercussioni sulla sua capacità, se muore anche prima della sua morte precedente.
Ha affermato che il suo Geass in origine le consentiva di vedere il futuro, ma è cambiato insieme alla sua ideologia. Non si sa se il suo limite fosse ancora di 6 ore quando aveva il suo precedente Geass.

### Geass di Sakuya Sumeragi
In Code Geass: Roze of the Recapture,  il Geass di Sakuya è simile al Geass di Lelouch, ma invece del contatto visivo diretto, usa il suono per funzionare. A differenza di altri Geass, il simbolo si manifesta sulla gola invece che sull'occhio. Se ci sono molte persone in un posto, Sakuya ha dimostrato di essere in grado di usare il suo Geass su un bersaglio specifico, di solito pronunciando il nome del bersaglio.
Poiché la diffusione di questo potere avviene attraverso la voce dell'utilizzatore, è necessario che Sakuya si tolga la collana di Rozé, il che, modificando la sua voce naturale, annulla l'effetto del suo Geass.
Alla fine della serie, Sakuya, credendo di non essere in grado di usare il suo geass in modo responsabile, lo usa su se stessa per rendersi muta, sigillando così il suo geass.

## Manga
- In Code Geass: Lelouch of the Rebellion e in quasi tutti gli altri spin-off, il Geass più importante è quello che Lelouch riceve da C.C. Nel manga principale, inoltre, il numero di ciascun capitolo è preceduto dal termine "Geass".
- In Code Geass: Suzaku of the Counterattack, Lelouch lo riceve all'inizio da C.C., mentre verso la fine della storia Suzaku lo libera da sé, ed il sigillo compare sulla sua fronte.
- In Code Geass: Nightmare of Nunnally, mentre Lelouch riceve il Geass da C.C. e quindi, invece del potere di ridurre le vittime all'obbedienza, un'armatura che lo rende invulnerabile, la capacità di controllare e disabilitare un KnightMare e di evocare il suo Gawain, Nunnally lo acquisisce grazie a Nemo, e diventa capace di leggere le "linee del futuro", o di vedere il futuro; il sigillo le compare nell'occhio sinistro quando il potere viene attivato. Nella stessa opera, Rolo Vi Britannia (personaggio che compare esclusivamente in questa serie) possiede un Geass conosciuto come "The Ice", che gli conferisce il potere di "congelare il tempo" per un certo intervallo temporale.
- In Code Geass: Renya of the Darkness, Renya detiene il potere del Geass, una maledizione che gli conferisce un braccio meccanico, il sinistro; uno sporgente occhio che proietta il sigillo appare da qualche parte sul braccio, che, attivato, attacca la vittima, svuotandola della vita. Anche Dash possiede il Geass, e con esso risucchia la forza vitale altrui; il sigillo compare in entrambi gli occhi del ragazzo.